# 劉蘭 (萬曆進士)
劉蘭（16世紀—17世紀），字九畹，號楚如、又号秉吾，湖廣承天府京山縣人，明朝政治人物。

## 生平
劉蘭是萬曆十九年（1591年）辛卯科湖廣鄉試舉人，萬曆二十六年（1598年）成戊戌科進士，刑部觀政，獲授咸陽知縣，二十八年舉卓異而調任南充知縣，三十三年行取，三十六年入朝陞為南京浙江道監察御史，巡視下江，四十一年因母親逝世歸家數十年。
明光宗即位，再次召用劉蘭為貴州道監察御史，其時軍需不足，戶部加派，他上疏請求除了山澤、塘堰、屋廬之外，其他征收錢糧一律減五分之四。天啟年間魏忠賢專權，他提請客氏離宮不報；御史鄭繼芳和黨羽劉文炳誣陷王元翰奸贓，他和史記事、胡忻相繼求情都沒有回應。之後他掌任河南道，晉太僕寺少卿，奉差回鄉時捐出千金修建學宮，七十九歲時去世。

## 家族
曾祖劉彦福，贈布政。祖劉侃，癸丑进士，福建布政使。父劉希皋，己卯举人，封太仆卿。